# 留守政府
留守政府（るすせいふ）とは、明治初期において、明治政府首脳部で組織された岩倉使節団が欧米歴訪中にその留守を守るために組織された国内の体制を指す。明治4年11月12日（1871年12月23日）－明治6年（1873年9月13日）。

## 概要
明治4年7月14日（1871年8月29日）に断行された廃藩置県の後始末が済まないうちに岩倉使節団の計画が持ち上がり、岩倉具視・大久保利通・木戸孝允ら明治政府を主導してきた首脳の多くが加わる一大使節団となったため、使節団の外遊中の留守を守るとともに廃藩置県の後始末を行うための組織として太政大臣三条実美を筆頭に西郷隆盛・井上馨・大隈重信・板垣退助・江藤新平・大木喬任らによって結成された。
使節団の出発前に各省大輔以上の政府高官が盟約書（「大臣・参議・大輔盟約書」）を結んだ。その第6条には「内地の事務は大使帰国の上で大いに改正するの目的なれば、其内可成丈新規の改正を要す可らず」として留守中に大規模な改革を行わないことを約する一方で、次の第7条には「廃藩置県の処置は内地事務の統一に帰せしむべき基なれば、条理を逐て順次其効を挙げ、改正の地歩をなさしむべし」として廃藩置県の後始末については速やかに行うように指示されていた。
使節団出発後、留守政府は学制・徴兵令・地租改正・太陽暦の採用・司法制度の整備・キリスト教弾圧の中止などの改革を積極的に行ったが、人事を巡る問題と西郷隆盛の遣韓問題を巡って留守政府と岩倉使節団の対立が激化して明治六年政変に至る事になった。

## 廃藩置県と留守政府
従来、留守政府の改革については、「大臣・参議・大輔盟約書」第6条に違反して岩倉使節団の面々を無視する形で留守政府が功に逸って無秩序勝手に行い、その結果様々な矛盾を引き起こして政府内では明治六年政変を、政府外では士族反乱や農民一揆を引き起こす原因となったとする見方があった。
確かに学制や徴兵令・地租改正などは大規模な改革に相当し、一見すると盟約書に反するようにも見えるが、現在ではこれは第7条によって規定された後始末の一環であり、岩倉使節団も事前に大筋で了承していたとする説が出されている。
そもそも、廃藩置県によって従来の行政・司法システムを根本的に解体した結果、それに代替するシステムを早急に制定する必要性があった。学制や徴兵制は既存の藩校・藩兵に代替して作られた教育・軍事システムの一環であり、その準備は使節団出発前から行われていたものである。地租改正も田畑永代売買禁止令の廃止の方向が定まった明治4年9月に大久保利通（大蔵卿）と井上馨（同大輔）によってその方針（「地所売買放禁分一収税施設之儀正院伺」）が正院に諮られ、使節団出発直前に井上と吉田清成によってその原案が作成されていた（そもそも明治政府が実施した初期の施策で岩倉使節団出発前に構想として存在しなかったのは、出発後に井上と吉田によって初めて構想され、使節団帰国後に政策として形成された最後に相当する秩禄処分のみであったと言われている）。また、廃藩置県や地租改正を行えば、数百年に及ぶ封建制及び土地支配のあり方が破壊されてしまうものであり、武士・農民層に反政府行動に向かわせる可能性が高い性格の改革であった。この時期の政府がこの路線を貫徹させようとすれば、誰が指導者であったとしても結果的に士族反乱や農民一揆は避けられなかったと言える。
そして、留守政府の施策中において、使節団出発以前に構想されていなかった唯一の政策が使節団メンバーとの対立を引き起こした「西郷隆盛の遣韓問題」であったのである。

## 人事問題と留守政府
むしろ、政策以上に紛糾と対立を引き起こしたのは財政と人事を巡る問題であった。留守政府は岩倉使節団派遣中は人事を凍結する約束であり、西郷隆盛に調整役としての期待が大きかったが、西郷自身が「強兵」を維新の主軸に置いており、「強兵」を推進しようとする山縣有朋に対しては自説の士族主体の志願兵構想を撤回して彼の構想する徴兵制の確立に協力し、山城屋事件で山縣が辞任に追い込まれた時でさえ、これを擁護して山縣追い落としを図る薩摩出身者を宥めている。その一方で「富国」を推進する大蔵省（大隈・井上・渋沢栄一ら）に深い不信感を抱いていたため、正院や他の省庁との財政を巡る対立で井上・渋沢が辞任に追い込まれた際にもこれを止めなかった（井上の場合には尾去沢銅山を巡る疑惑もあったとしても）。その上、山縣辞任後その欠を補うため自ら元帥に就任（この場合は軍総司令官の意。これは軍権の掌握と解された）し、その政治力欠如を補うために後藤象二郎・江藤新平・大木喬任を参議に追加した（ただし、後藤が左院議長、当時の各省の卿の中で江藤・大木のみが現職参議ではない例外の存在であったこと、大久保帰国後に卿と参議を兼務させる方針を改めて打ち出していることなど、必ずしも合理性が無い訳ではない）ことも、国外にいて情報入手が限られていた大久保・木戸の不信感を高めたのである。